# Ferdinand Baumgartner
Ferdinand Baumgartner (* 1. Mai 1931 in Wien; † 19. April 2024) war ein österreichischer Theologe, Bibliothekar und von 1981 bis 1993 Direktor der Universitätsbibliothek der Universität Wien.

## Leben
Baumgartner kam 1931 in Wien zur Welt. Nach dem Schulabschluss studierte er an der Universität Wien von 1949 bis 1954 Katholische Theologie. Bereits während des Studiums wirkte er bibliothekarisch als Präfekt der Studienbibliothek am Erzbischöflichen Priesterseminar. 1960 promovierte Baumgartner mit einer Dissertation zum Begriff Teraphim an der Universität Wien. Zwischen 1954 und 1966 wirkte er als Religionslehrer an Pflichtschulen und später auch an höheren Schulen. Von 1966 bis 1968 erwarb Baumgartner die Ausbildung zum Bibliothekar an der Universitätsbibliothek Wien und schloss diese mit der Prüfung für den höheren Bibliotheksdienst ab. Anfang der 1970er Jahre wechselte er an das
Bundesministerium für Wissenschaft und Forschung und zeichnete ab 1972 als Abteilungsleiter für die Bibliotheksbestimmungen der großen Universitätsreform 1975 (Universitätsorganisationsgesetz 1975) verantwortlich.
1981 wechselte Baumgartner wieder an die Universität Wien und leitete bis 1993 die Universitätsbibliothek. Unter seiner Amtszeit entstanden 28 Fachbibliotheken unter anderem die Fachbibliothek Medizin, einer Vorgängerin der heutigen Universitätsbibliothek der Medizinischen Universität Wien, sowie die Einführung der EDV im Bibliothekswesen wie 1989 mit dem Bibliothekssystem BIBOS.
Baumgartner war Mitglied des akademischen Senates der Universität Wien, der Vereinigung Österreichischer Bibliothekarinnen und Bibliothekare deren Präsident er von 1982 bis 1988 war sowie langjähriger Herausgeber der Zeitschrift Biblos und der zugehörigen Schriftenreihe. Er wurde mit zahlreichen Auszeichnungen und Ehrungen der Universität Wien, der Republik Österreich, der Stadt Wien, des Bundeslandes Niederösterreich und aus dem Bibliothekswesen honoriert.
Baumgartner verstarb am 19. April 2024, wenige Tage vor seinem 93. Geburtstag.

## Auszeichnungen
- 1977: Goldenes Ehrenzeichen für Verdienste um die Republik Österreich
- 1985: Großes Ehrenzeichen für Verdienste um die Republik Österreich
- 1987: Gedenkmedaille des Verbands Ungarischer Bibliothekare
- 1987: Ehrenmedaille der Deutschen Bücherei in Leipzig
- 1988: Goldenes Ehrenzeichen für Verdienste um das Bundesland Niederösterreich
- 1990: Bick-Medaille in Gold
- 1993: Goldenes Ehrenzeichen für Verdienste um das Land Wien
- 1994: Großes Goldenes Ehrenzeichen der Universität Wien

## Publikationen
- Das katholische Buch. Katalog der seit 1945 erschienenen und lieferbaren Verlagswerke. Styria, Graz 1956 (Bibliographischer Nachweis).
- Teraphim. Dissertation Univ. Wien. 1960 (Bibliographischer Nachweis).